# Mika Nurmela
Mika Nurmela (ur. 26 grudnia 1971 w Oulu) – fiński piłkarz występujący na pozycji obrońcy lub pomocnika. Obecnie jest zawodnikiem klubu RoPS Rovaniemi.
Jego pierwszym profesjonalnym klubem była FC Haka. W 1993 przeniósł się do szwedzkiego Malmö FF. Jednak rok później został wypożyczony do ojczystego Turun Palloseura. W 1995 roku podpisał kontrakt z holenderskim FC Emmen. Grał tam przez 4 lata, w ciągu których rozegrał 112 spotkań i zdobył 19 bramek. W latach 1999–2003 występował w Sc Heerenveen. Dzięki dobrej grze w Holandii przeniósł się do Niemiec, a konkretnie – do 1. FC Kaiserslautern. Jednak nie grywał tam regularnie, więc postanowił powrócić do Finlandii. Najpierw był zawodnikiem OLS Oulu, a później – HJK Helsinki. W 2005 przyjął ofertę Heraclesa Almelo, ale wraz z końcem sezonu 2005/2006 znowu powrócił do ojczyzny, do AC Oulu. W 2008 roku przeszedł do RoPS Rovaniemi, gdzie występuje do dziś.